# 後藤田亘輝
後藤田 亘輝（ごとうだ こうき、1999年5月15日 - ）は、神奈川県出身のプロサッカー選手。Jリーグ・FC琉球所属。ポジションはDF。

## 略歴
中学時代は横浜F・マリノスのアカデミーに所属していた。前橋育英高等学校では2年次と3年次に全国高等学校サッカー選手権大会に出場。3年次の第96回大会では悲願の優勝を果たし、自身も大会優秀選手に選ばれた。また選手権後に日本高校選抜の一員として参加したデュッセルドルフ国際ユース大会では2ゴールを決め、5年ぶり2回目の優勝に貢献した。
前橋育英高校卒業後は青山学院大学に進学。2018年9月のアジア大学トーナメントではU-19全日本大学選抜EASTの一員として優勝メンバーに名を連ねた。2021年4月29日、2022年シーズンからの水戸ホーリーホック加入内定、および特別指定選手認定が発表された。5月2日、J2第11節のV・ファーレン長崎戦に出場しJリーグデビューを飾った。
2024年11月16日、契約満了による退団が発表され、2025年1月5日にFC琉球が完全移籍で獲得したことを発表した。

## 所属クラブ
- バディーサッカークラブ
- 横浜F・マリノスジュニアユース追浜
- 前橋育英高等学校
- 青山学院大学
  - 2021年  水戸ホーリーホック（特別指定選手）
- 2022年 - 2024年  水戸ホーリーホック
- 2025年 -  FC琉球

## 個人成績
| 国内大会個人成績 | 国内大会個人成績 | 国内大会個人成績 | 国内大会個人成績 | 国内大会個人成績 | 国内大会個人成績 | 国内大会個人成績 | 国内大会個人成績 | 国内大会個人成績 | 国内大会個人成績 | 国内大会個人成績 | 国内大会個人成績 |
| 年度             | クラブ           | 背番号           | リーグ           | リーグ戦         | リーグ戦         | リーグ杯         | リーグ杯         | オープン杯       | オープン杯       | 期間通算         | 期間通算         |
| 年度             | クラブ           | 背番号           | リーグ           | 出場             | 得点             | 出場             | 得点             | 出場             | 得点             | 出場             | 得点             |
| 日本             | 日本             | 日本             | 日本             | リーグ戦         | リーグ戦         | リーグ杯         | リーグ杯         | 天皇杯           | 天皇杯           | 期間通算         | 期間通算         |
| ---------------- | ---------------- | ---------------- | ---------------- | ---------------- | ---------------- | ---------------- | ---------------- | ---------------- | ---------------- | ---------------- | ---------------- |
| 2021             | 水戸             | 37               | J2               | 3                | 0                | -                | -                | -                | -                | 3                | 0                |
| 2022             | 水戸             | 2                | J2               | 13               | 0                | -                | -                | 1                | 0                | 14               | 0                |
| 2023             | 水戸             | 2                | J2               | 10               | 0                | -                | -                | 0                | 0                | 10               | 0                |
| 2024             | 水戸             | 2                | J2               | 11               | 0                | 0                | 0                | 0                | 0                | 11               | 0                |
| 2025             | 琉球             | 37               | J3               |                  |                  |                  |                  |                  |                  |                  |                  |
| 通算             | 日本             | 日本             | J2               | 37               | 0                | 0                | 0                | 1                | 0                | 38               | 0                |
| 通算             | 日本             | 日本             | J3               |                  |                  |                  |                  |                  |                  |                  |                  |
| 総通算           | 総通算           | 総通算           | 総通算           | 37               | 0                | 0                | 0                | 1                | 0                | 38               | 0                |

- 2021年は特別指定選手

出場歴
- Jリーグ初出場:2021年5月2日 J2第11節 V・ファーレン長崎戦（ケーズデンキスタジアム水戸）

## タイトル

### クラブ
前橋育英高校
- 全国高等学校サッカー選手権大会（2017年）

### 個人
- 全国高等学校サッカー選手権大会・優秀選手（2017年）

## 代表歴
- 2018年 
  - 日本高校選抜
  - U-19全日本大学選抜EAST